# Jean-Baptiste Belley
Jean-Baptiste Mars Belley (ur. 1746 lub 1747, zm. 1805) – francuski polityk doby rewolucji francuskiej pochodzenia senegalskiego, deputowany z San Domingo do Konwentu Narodowego (1793–1795) i członek Rady Pięciuset.

## Życiorys
Urodził się w 1746 lub 1747 r. na wyspie Gorée w obecnym Senegalu. W młodości został porwany w niewolę i jako niewolnik wysłany do Indii Zachodnich, na karaibską wyspę San Domingo (obecnie Haiti). Z czasem wykupił się z niewoli z odłożonych oszczędności i wstąpił do francuskiej armii. W czasie wojny o niepodległość Stanów Zjednoczonych brał udział w walkach po stronie kolonistów, razem z innymi czarnoskórymi, którzy potem znaleźli się wśród przywódców wojny o niepodległość Haiti (m.in. Henri Christophe, André Rigaud, Alexandre Pétion, Louis-Jaques Beauvais, Julien Raimond), w składzie ochotniczego oddziału 545 Colored Volunteer Chasseurs, który w 1779 r. operował w Georgii i brał udział m.in. w bitwie pod Savannah. Udział w wojnie o niepodległość USA dał Belleyowi zarówno doświadczenie militarne, jak również zetknął go z republikańskimi ideałami wolności i równości.
W czasie rewolucji francuskiej został jednym z sześciu delegatów San Domingo do Konwentu Narodowego. To m.in. za jego sprawą Konwent uchwalił 4 lutego 1794 r. zniesienie niewolnictwa we francuskich koloniach, a Belley wyróżnił się mową, w której wskazał niesprawiedliwość i nieludzkość handlu niewolniczego. Za czasów dyrektoriatu został w 1795 r. członkiem Rady Pięciuset, która była izbą niższą francuskiego parlamentu. Po dojściu w 1799 r. do władzy Napoleona Rada Pięciuset została zniesiona, a Napoleon usiłował przywrócić niewolnictwo w koloniach. Belley powrócił wówczas na Haiti, gdzie walczył o niepodległość wyspy u boku Toussainta L’Ouverturego. W 1802 r. został aresztowany wraz z L’Ouverturem i innymi rewolucjonistami i deportowany do Francji, gdzie był więziony do śmierci w 1805 r.
W 1797 lub 1798 r. Anne-Louis Girodet de Roussy-Trioson namalowała portret Belleya z popiersiem filozofa Abbé Raynala.